# Robin Mantel
Robin Mantel (Brasschaat, 15 november 2000) is een Belgisch voetballer die als doelman voor Heracles Almelo speelt.

## Carrière
Robin Mantel speelde in de jeugd van KV Turnhout en AS Verbroedering Geel. In het seizoen 2017/18 speelde hij vijftien wedstrijden voor Geel in de Eerste klasse amateurs. Na dit seizoen vertrok hij naar KSC Lokeren Oost-Vlaanderen, waar hij als reservekeeper geen enkele wedstrijd speelde. 
Nadat deze club in 2020 failliet ging, hield hij zijn conditie op peil bij KVV Thes Sport Tessenderlo en sloot hij uiteindelijk op amateurbasis aan bij Helmond Sport. Hij debuteerde in het betaald voetbal voor Helmond op 7 mei 2021, in de met 1-1 gelijkgespeelde thuiswedstrijd tegen TOP Oss. Uiteindelijk kwam hij voor Helmond Sport tot drie wedstrijden. Op 10 november 2023 mocht hij na een uur invallen voor de geblesseerde Wouter van der Steen, en op 16 februari 2024 speelde hij een hele wedstrijd tegen De Graafschap.
In juni 2024 maakte Mantel de overstap naar Heracles Almelo in de Eredivisie. Hij is derde keeper achter Fabian de Keijzer en Timo Jansink.

### Statistieken
| Seizoen                    | Club                        | Competitie         | Competitie | Competitie | Beker | Beker | Totaal | Totaal |
| Seizoen                    | Club                        | Competitie         | Wed.       | Dlp.       | Wed.  | Dlp.  | Wed.   | Dlp.   |
| -------------------------- | --------------------------- | ------------------ | ---------- | ---------- | ----- | ----- | ------ | ------ |
| 2017/18                    | AS Verbroedering Geel       | Eerste klasse ama. | 15         | 0          | 0     | 0     | 15     | 0      |
| 2018/19                    | KSC Lokeren Oost-Vlaanderen | Eerste Klasse A    | 0          | 0          | 0     | 0     | 0      | 0      |
| 2019/20                    | KSC Lokeren Oost-Vlaanderen | Eerste Klasse B    | 0          | 0          | 0     | 0     | 0      | 0      |
| 2020/21                    | Helmond Sport               | Eerste divisie     | 1          | 0          | 0     | 0     | 1      | 0      |
| 2021/22                    | Helmond Sport               | Eerste divisie     | 0          | 0          | 0     | 0     | 0      | 0      |
| 2022/23                    | Helmond Sport               | Eerste divisie     | 0          | 0          | 0     | 0     | 0      | 0      |
| 2023/24                    | Helmond Sport               | Eerste divisie     | 2          | 0          | 0     | 0     | 2      | 0      |
| 2024/25                    | Heracles Almelo             | Eredivisie         | 0          | 0          | 0     | 0     | 0      | 0      |
| Carrièretotaal             | Carrièretotaal              | Carrièretotaal     | 18         | 0          | 0     | 0     | 18     | 0      |
| Bijgewerkt op 7 maart 2025 |                             |                    |            |            |       |       |        |        |